# Matam (region)

Region Matam

Matam jest regionem w Senegalu. Stolicą regionu jest miasto Matam, leżące nad rzeką Senegal. Region znajduje się północno-wschodnim Senegalu i graniczy z Mauretanią. Został utworzony 15 lutego 2002 i jest jednym z najnowszych w Senegalu. 
Matam znane jest z wydobywania fosforytów.
- Powierzchnia: 25.083 km²
- Ludność (2013): 562.539
- Gęstość zaludnienia: 22/km²

## Departamenty
Region Matam dzieli się na 3 departamenty:
- Ranerou-Ferlo
- Kanel
- Matam